# Rudis

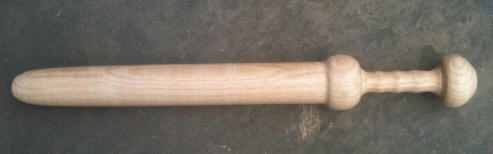
Rudio (reproducción)

Rudis (Latín) o rudio era el nombre dado por los romanos a la espada de madera que usaban los gladiadores para ejercitarse en su oficio que después de haber servido algún tiempo en anfiteatros, teatros, etc. la recibían de mano del empresario de los juegos públicos o del maestro de gladiadores como señal de su licencia absoluta y su libertad individual. Desde aquel momento, no se les podía obligar a pelear a menos que voluntariamente se presentasen en la arena. Pero si el gladiador era esclavo de condición entonces debía pelear cuando se lo pidiera su amo a menos que éste no le emancipase también en cuyo caso le regalaba una especie de sombrero, significando que se podía cubrir en su presencia.
Equivalía a un gran honor, pues pocos sobrevivían a más de 10 combates. Representaba el paso a la ciudadanía romana, y si bien les permitía no tener que combatir, era común que siguieran haciéndolo rodeados de grandes honores. Podía ser también entregada por uno o varios discípulos como pago a las enseñanzas de un maestro, quien adquiría así su libertad, siendo el honor todavía mayor.